# آبجوی کریک

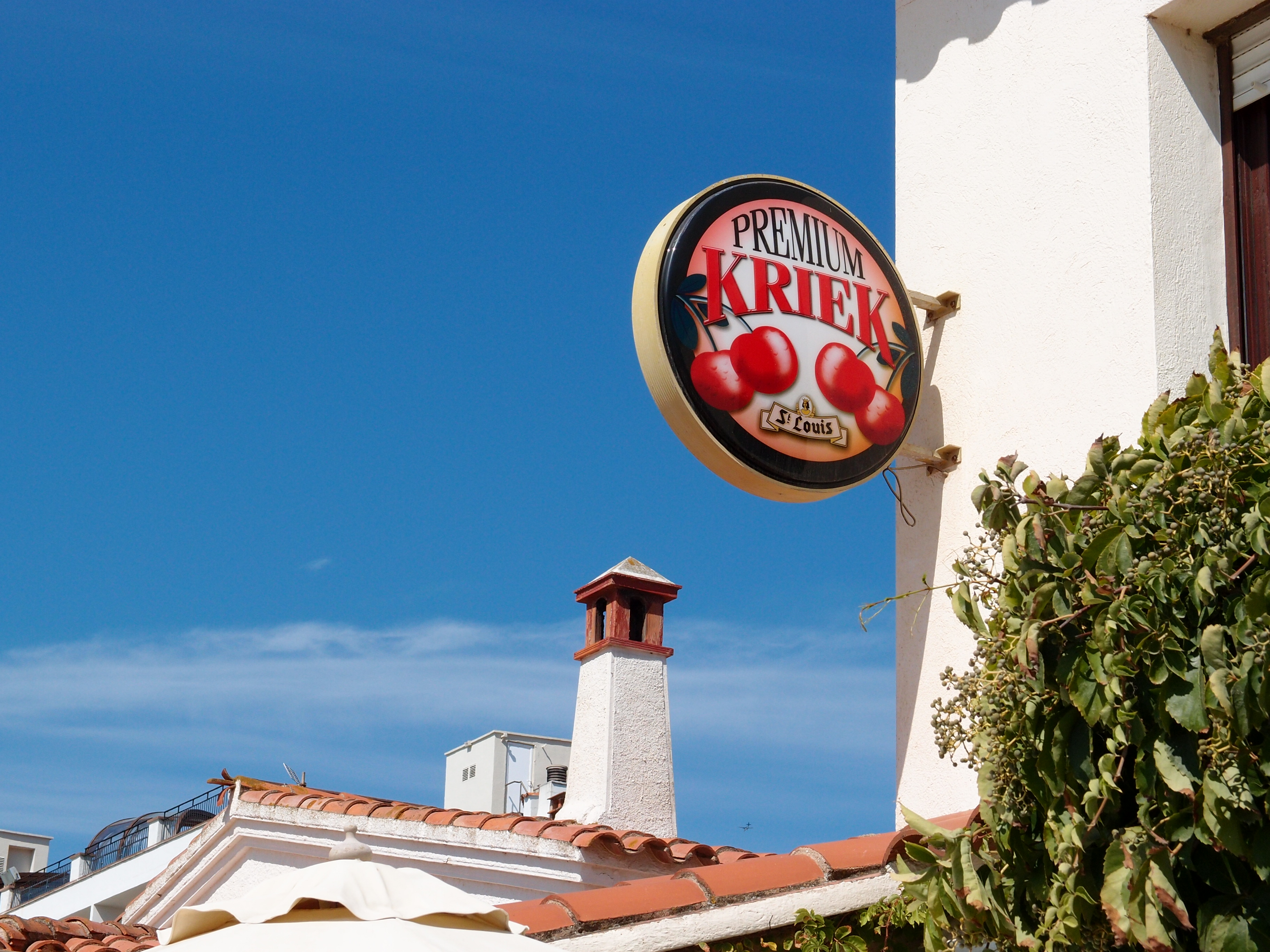
تبلیغات در فضای باز برای آبجوی کریک در رسس (اسپانیا)

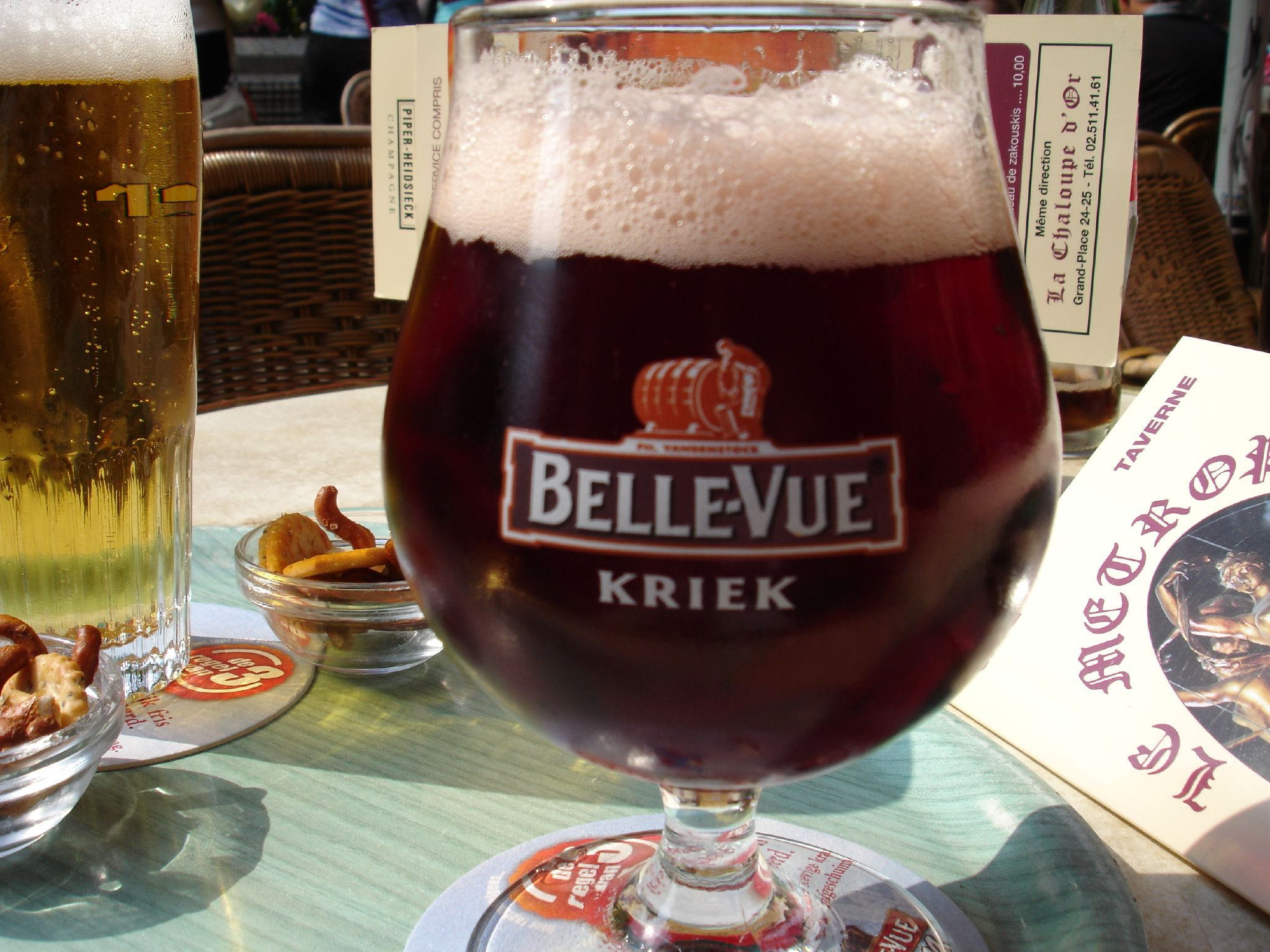
آبجوی کریک

آبجوی کریک (آلبالو) به طور سنتی در بلژیک تولید شده که الکل موجود در آن از حدود 4 درصد به 6 درصد است. آبجوی کریک از آبجوهای مخصوص بلژیکی محسوب می شود.

## تولید
برای تولید هر لیتر آبجو 200 گرم آلبالو ی تازه در آبجوی لامبیک مخلوط می شود و سه تا 18 ماه برای تخمیر قند میوه در انبار باقی می ماند. خواه نا خواه آلبالوهای کوچک که طعمی تلخ مزه دارند نیز در این میان برای ساخت آبجو استفاده شده اند که ویژگی خاصی به این سبک آبجو می بخشد و تندی طعم آن را افزایش می دهد و البته باعث ایجاد یک عطر شدید میوه ای نیز در آبجو می گردد.

## مصرف
آبجوی کریک را می بایست در دمای 5 تا 6 °C مصرف کرد، بهمین دلیل از نوشیدنی های محبوب در تابستان نیز محسوب می شوذ. در زمستان هم از آن برای فروش در بازار کریسمس و بعنوان چاشنی استفاده می شود. در آشپزی فلاندری از این آبجو به عنوان افزودنی برای تهیه غذا استفاده می کنند.

## دیگر آبجوهای میوه های
ساید آبجوهای لامبیک میوه ای بصورت سنتی از انگور و تمشک تولید می شود. که قبل از پر کردن آنها در ظرف نهایی برای مصرف چون بطری کمی به آن لامبیک جوان اضافه می کنند تا درون بطری نیز عمل تخمیر ادامه پیدا کند. بدلیل افزودن میوه های گوناگون بعنوان افزودنی این گونه آبحوها تحت قانون خلوص آبجوی آلمان قرار نمی‌گیرند.

## پیوندها
- برای اطلاعات بیشتر بایگانی‌شده  در ۲۷ فوریه ۲۰۱۴ توسط Wayback Machine

1. ↑  Shepard, Robin (2003). The Best Breweries and Brewpubs of Illinois: Searching for the Perfect Pint. U of Wisconsin P. p. 314. ISBN 978-0-299-18894-8.
2. ↑  "What is a Kriek Beer?". Hop Culture. 12 February 2019. Retrieved 25 October 2021.